# کلستریدیوم آمینوفیلوم
کلستریدیوم آمینوفیلوم نام یک گونه باکتری گرم مثبت است.